# Pfarrkirche Kalsdorf bei Graz

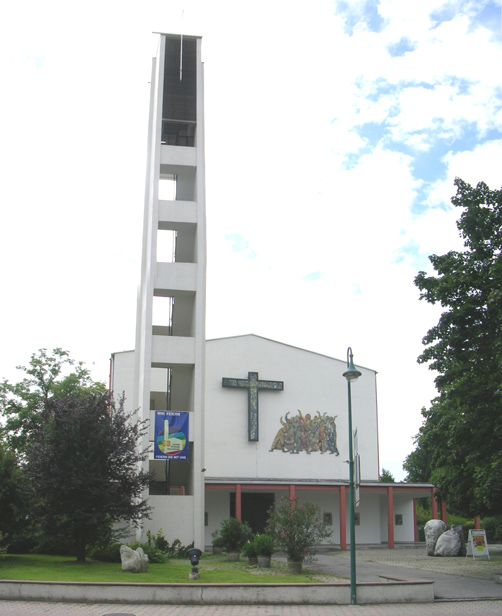
Katholische Pfarrkirche hl. Paul in Kalsdorf bei Graz

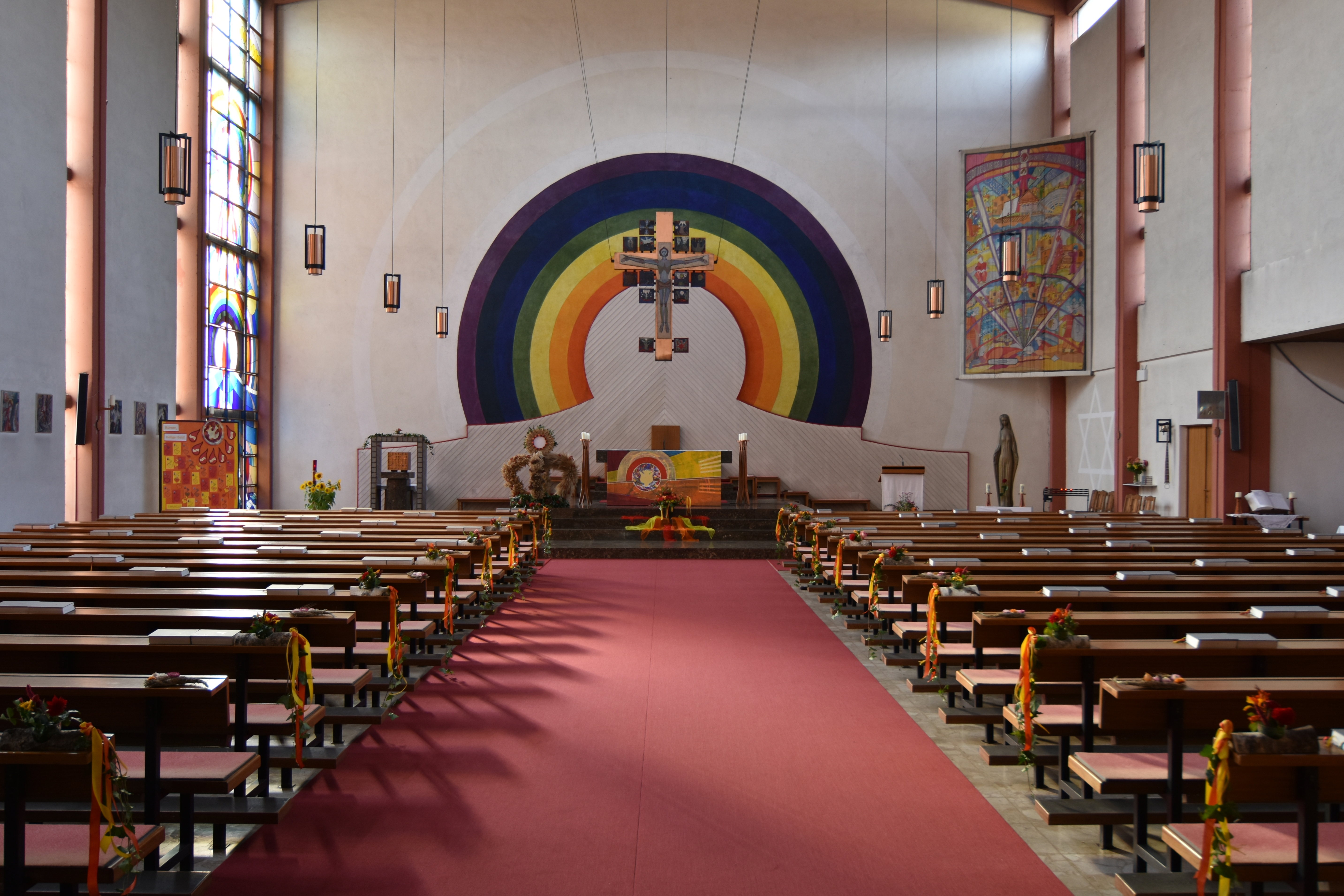
Langhaus, Blick zur Altarwand

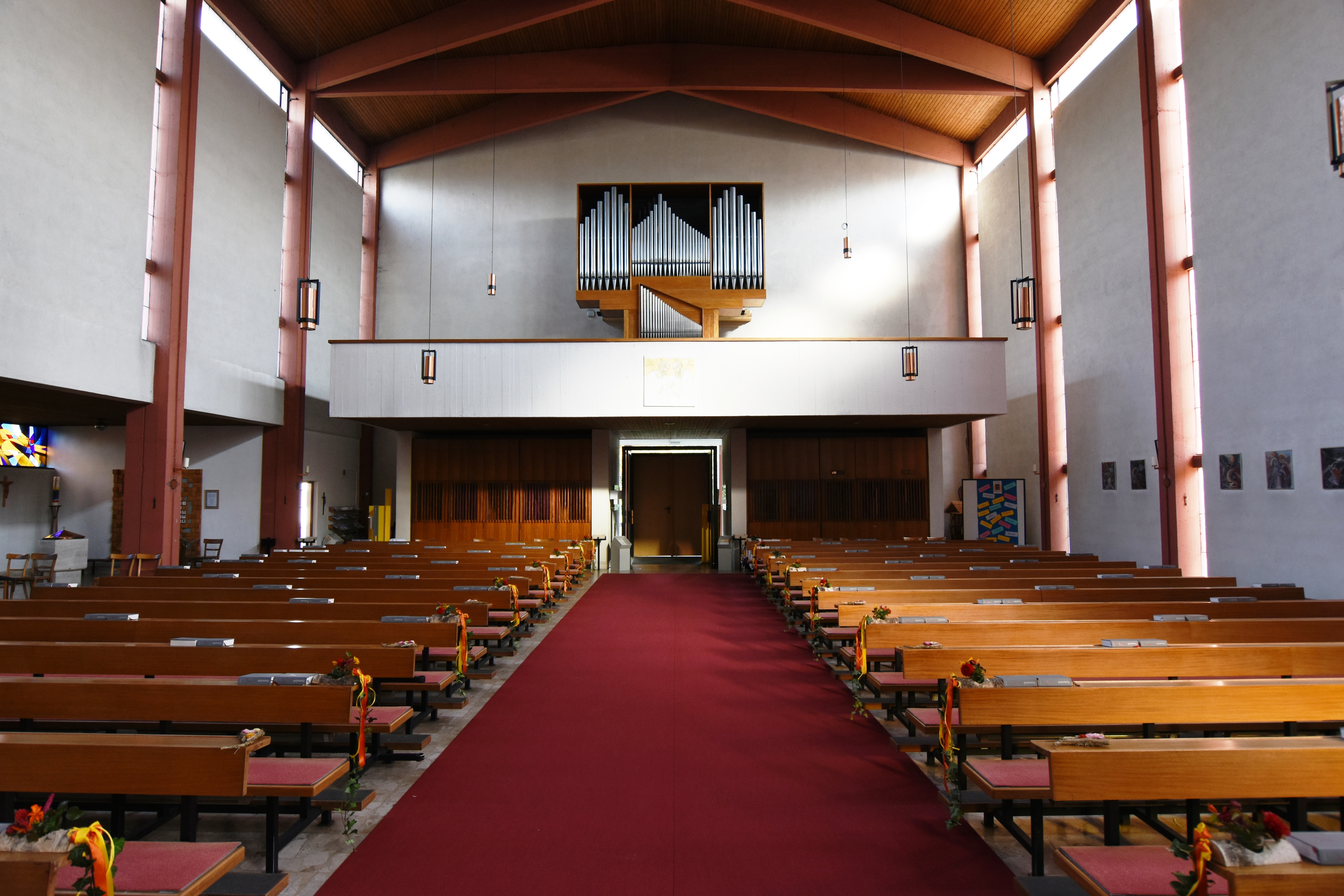
Langhaus, Blick zur Empore

Die römisch-katholische Pfarrkirche Kalsdorf bei Graz steht in der Marktgemeinde Kalsdorf bei Graz im Bezirk Graz-Umgebung in der Steiermark. Die dem Patrozinium des Heiligen Paulus von Tarsus unterstellte Pfarrkirche gehört zur Region Steiermark Mitte (Dekanat Graz-Land) in der Diözese Graz-Seckau. Die Kirche steht unter Denkmalschutz (Listeneintrag).

## Beschreibung
Der Kirchenbau der Moderne als Betonbau mit einem freistehenden Glockenturm wurde von 1963 bis 1965 nach den Plänen des Architekten Hermann Worschitz erbaut.
Die Glasmalereien malte Helga Zoltner. Das Hochaltarkreuz als Emailarbeit schuf Alexander Silveri. Die Statue hl. Maria schuf der Bildhauer Josef Papst 1972.